# 가면라이더 길스
가면라이더 길스(일본어: 仮面ライダーギルス 카멘라이다 기루스[*], 영어: Masked(Kamen) Rider Gills)는 일본 토에이의 특촬물 《가면라이더 아기토》에 등장하는 라이더이다. 아시하라 료가 변신하며, 가면라이더 ZX와 같이 사마귀를 모티브로 하고 있다. 작품 중에서는 인간들 사이에서 "길스"라고 불리지 않는다. 기본적으로 초록색을 띄고 있다. 변신 장면은 초중반에는 아시하라 료와 길스의 실루엣이 겹치는 장면이 연출되었으나, 익시드 길스가 등장하는 중후반 이후부터는 아기토처럼 섬광과 함께 변신하는 장면이 연출된다. 아기토처럼 '빛'의 힘을 근원으로 하며, 아기토의 불완전한 형태로 정의된다. 어둠의 힘이 "아기토, 아니 길스인가. 드물군."(일본어: アギト、いやギルスか。珍しいな 아기토, 이야 기루스카. 메즈라시이나.[*])이라고 독백한 부분에 의하면, 길스는 아기토와는 다른 변이체라는 가능성도 시사되고 있다.
가면라이더 아마존이나 가면라이더 신처럼 야수적인 전투 스타일이 특징으로, 양팔에는 거대한 손톱 "길스 크로"(영어: Gills Claw, 일본어: ギルスクロウ 기루스 쿠로우[*])와 촉수 모습을 한 채찍 "길스 필러"(영어: Gills Pillar, 일본어: ギルスフィーラー 기루스 휘라[*])이 수납되어 있으며, 양뒤꿈치에는 신축 자재의 손톱 "길스 힐 크로"(일본어: ギルスヒールクロウ 기루스 히루 쿠로우[*])가 갖추어져 있다. 필요시에 이것들을 무기로 사용하는데, 힐 크로를 늘린 상태로 표적에게 크로를 꽂는 "길스 힐 크로"를 필살기로 사용한다. 입의 엄니 "데몬즈 팡 크래셔"(일본어: デモンズファングクラッシャー 데몬즈 환구 크랏샤[*])로 깨물어 부수는 능력도 가능하다. 무기는 모두 몸의 일부로, 실질적으로는 신체를 이용하여 전투한다.
설정 상의 스펙은 타격력, 도약력 등에서 아기토의 그라운드 폼을 상회하고 있다. 방어력은 낮지만, 재생력과 치유력이 있어 이를 보정해주고 있다. 아기토와 두 번 대결하여, 호각 이상의 전투력을 보여줬지만 "와이즈먼 모노리스"라고 불리는 파워 컨트롤 기관이 없는 불완전한 변신이었기 때문에 변신했을 때 육체에 극도의 부담이 생겨 변신이 풀릴 때마다 급격한 노화가 진행되어 신체를 갉아먹게 된다. 작품 후반에는 한번 죽게 되지만 카자야 마나의 힘을 얻어 되살아났다. 그 때 변신에 기인한 노화는 없어졌으며, 마나시마 코지 속에서 각성한 "아기토의 힘"을 받아 익시드 길스로 파워 업 변신이 가능하게 되었다.

## 익시드 길스
가면라이더 익시드 길스(일본어: 仮面ライダーエクシードギルス 카멘라이다 에쿠시도 기루스[*], 영어: Exceed Gills)는 '아기토의 힘을 받은 아기토의 불완전체 길스가 아기토와 같은 힘을 얻은 모습으로, 길스의 최종 형태이다. 초록색을 띄고 있다. 가슴부에는 아기토와 같은 와이즈먼 모노리스가 발생하고 있어, 길스의 힘을 완전히 제어할 수 있게 되었다. 강화에 의한 잉여 에너지가 발생한 결과 몸 속에서 복수의 손톱을 꺼내 전투 형태가 한층 더 보강되어, 전투력이 대폭 상승하였다. 길스의 여러 무기들도 강화되었다.

## 길스 레이더
길스 레이더(일본어: ギルスレイダー 기루스 레이다[*],영어: GILLS RAIDER 길스 레이더[*])는 길스가 타고 다니는 바이크이자 지원 머신으로, 머신토네이더처럼 길스에게서 발생하는 에너지로 인해 일반 바이크가 변화했다. 기계지만 생물적인 성질을 지니고 있어 자가 주행 능력이나 자가 복구 능력을 지니고 있다. 또 길스와는 텔레파시와 같은 감각으로 연결되어 있어, 길스가 위기에 처했을 때 먼 거리에서도 달려온다. 혼다 XR 250을 모델로 하고 있다.
아래는 길스 레이더의 제원이다.
- 전장: 2,000mm
- 전폭: 1,020mm
- 전고: 1,260mm
- 중량: 130 km
- 최고 시속: 360 km
- 최고 출력: 345마력